# Callopora deseadensis
Callopora deseadensis is een mosdiertjessoort uit de familie van de Calloporidae. De wetenschappelijke naam van de soort is voor het eerst geldig gepubliceerd in 1981 door Lopez Gappa.